# Mintman
Mintman aka Carsten Mortensen er en platinum-sælgende og prisvindende pladeproducer, multi-musiker, komponist og remixer. Han har produceret og  udført produktioner såsom Aicha for Outlandish og sangen Obsesion (Si es amor) for gruppen 3rd Wish , og I Danmark er jeg født fra Isam Bachiris soloplade Institution. Mintman har også remixet kunstnere såsom LL Cool J – India Arie – Lil Kim – Phil Collins – Freshlyground – Samantha Mumba – Arash (entertainer). Mintman var i øvrigt også den uofficielle medsangskriver bag US-megahittet " Anything " udført af 3T tilbage i 1990'erne , men blev aldrig krediteret for det. Mintman har siden debutalbummet "Composer's Kitchen"-udgivelsen i 2001  kun komponeret og produceret musik for andre selskaber/kunstnere m.m . Af de største kan nævnes Jordin Sparks, Travie McCoy (Gym Class Heroes) "Need You",  Cody Simpson "Dont Cry Your Heart Out",  Miranda Cosgrove "Face Of Love" og The Saturdays "The Way You Watch Me". Mintman høstede yderlige henholdsvis tre gange og to gange platin i år ved sin medvirken paa JLS albummet "Outta This World" med sangen "Don't Talk About Love" og Olly Murs Albummet "Right Place Right Time" med sangen "Don´t Cry Your Heart Out".
Mintman er på kontrakt med Warner Chappel Music .